# Ritratto di Gigliola Cinquetti
Ritratto di Gigliola Cinquetti è un album raccolta della cantante italiana Gigliola Cinquetti, pubblicato dalla casa discografica CGD nel 1976.
È una raccolta di brani musicali di diverso genere, infatti oltre ad alcuni successi dell'artista ci sono delle versioni di alcuni canti popolari italiani, della musica napoletana, un tango, una chanson di Jacques Brel.

## Tracce

### Lato A
1. This Is a Prayer (Non ho l'età) - (Gigliola Cinquetti, Patricia Carli)
2. La rosa nera - (Daniele Pace - Mario Panzeri - Lorenzo Pilat)
3. La pioggia - (Gianni Argenio - Corrado Conti - Daniele Pace - Mario Panzeri)
4. Amor dammi quel fazzolettino - (anonimo- tradizionale)
5. La bella Gigogin - (anonimo - tradizionale)

### Lato B
1. Camminando sotto la pioggia - (Pasquale Frustaci, Erminio Macario, Carlo Rizzo)
2. Accarezzame - (Pino Calvi, Nisa)
3. Adios pampa mia - (Francisco Canaro, Alberto Larici, Mariano Mores, Ivo Pelay)
4. Ne me quitte pas - (Jacques Brel - Gino Paoli)
5. Gira l'amore - (Daniele Pace - Mario Panzeri)
6. La spagnola - (Vincenzo di Chiara)